# Eleccions legislatives de São Tomé i Príncipe de 2010
Les Eleccions legislatives de São Tomé i Príncipe de 2010 van tenir lloc l'1 d'agost de 2010. Inicialment eren previstes per al 21 de febrer, però foren posposades.
El President de São Tomé i Príncipe, Fradique de Menezes, anuncià el 17 de març de 2010 que les eleccions legislatives tindrien lloc l'1 d'agost de 2010.

## Resultats
Segons els resultats preliminars del 2 d'agost de 2010, l'opositor Acció Democràtica Independent va obtenir la majoria dels escons (26 dels 55 en joc). El MLSTP-PSD del primer ministre Joaquim Rafael Branco restà segon amb 21 escons. El tercer fou PCD, membre de la coalició governant, amb 7 escons. El MDFM-PL del president Fradique de Menezes només va obtenir un escó. La partició fou la més alta registrada, superior al 88%.
| Partits                                                                               | Vots   | %      | Escons | +/– |
| ------------------------------------------------------------------------------------- | ------ | ------ | ------ | --- |
| Acció Democràtica Independent (ADI)                                                   | 29,588 | 42.19  | 26     | +15 |
| Moviment per l'Alliberament de São Tomé i Príncipe/Partit Socialdemòcrata (MLSTP/PSD) | 22,510 | 32.09  | 21     | +1  |
| Partit de Convergència Democràtica - Grup de Reflexió (PCD–GR)                        | 9,540  | 13.60  | 7      | +7  |
| Moviment Democràtic de les Forces pel Canvi - Partit Liberal (MDFM–PL)                | 4,986  | 7.11   | 1      | –22 |
| Unió dels Demòcrates per la Ciutadania i el Desenvolupament (UDCD)                    | 855    | 1.22   | —      | —   |
| Front Democràtic Cristià (FDC)                                                        | 291    | 0.48   | —      | —   |
| Moviment Socialista                                                                   | 260    | 0.37   | —      | —   |
| Unió Nacional per la Democràcia i el Progrés (UNDP)                                   | 241    | 0.35   | —      | —   |
| Confederació Democràtica Nacional/Fêssu Bassóla (CDNacional/FB)                       | 204    | 0.29   | —      | —   |
| Partit CÓDÓ – Moviment de Ressorgiment Nacional                                       | 129    | 0.18   | —      | —   |
| Total (parcicipació 89.01%)                                                           | 70,136 | 100.00 | 55     | —   |
| Font: CST                                                                             |        |        |        |     |